# Крестьянская лошадь
Крестьянская лошадь — сводное обозначение лошадей, используемых в России (Руси) и относящихся к норийскому типу. 

## История
На конец XIX столетия в Российской империи в отношении пород лошадей различали два главных типа:
- лошадь степная;
- лошадь крестьянская;
- кроме того, были заводские лошади различных пород[1].

Главную массу лошадей составляли отнесённые к типу крестьянских. Эти лошади, попав в Россию в очень давние времена из азиатских степей, видоизменялись под влиянием местных условий: в некоторых местностях мельчали, в других перешли в самостоятельные отродья. К числу последних относились финки, эстонки, вятки (вместе с обвинками и казанками). 
В XIX веке крестьянские лошади составляли 75 % конского населения России. В большинстве случаев не имеют статей, на которые можно бы было обратить внимание. Рост, масть и общий вид чрезвычайно разнообразны; единственным достоинством многих из них можно считать только неприхотливость и способность переносить всякие невзгоды. Такая неудовлетворительность их есть только следствие плохого кормления, а иногда ухода со стороны владельца-крестьянина. Но у богатых крестьян, а также там, где имелись благоприятные условия по корму и пастбищу, были крупные и удовлетворительные по экстерьеру лошади, а где была возможность пользоваться заводскими жеребцами — то и тяжеловозы. 
Примером в прошлом служили Тамбовская и Воронежская губернии, местности, в особенности до 1860-х годов, богатые кормами (степи и приречные луга), где разводились крупная рабочая лошадь и битюги.
По данные конской переписи в России, в 1888 году, 86,9 % лошадей принадлежали крестьянскому населению.